# كريستيان شتومبف
كريستيان شتومبف (بالألمانية: Christian Stumpf)‏ هو لاعب كرة قدم ومدرب كرة قدم نمساوي في مركز الهجوم، ولد في 24 ديسمبر 1966 في لينتس في النمسا. شارك مع منتخب النمسا لكرة القدم. أما مع النوادي، فقد لعب مع أوسكو باشينغ ورابيد فيينا ولاسك لينتس ونادي فينر ونادي كارلسروه ونادي لينز.

## وصلات خارجية
- كريستيان شتومبف على موقع الاتحاد الأوربي (الإنجليزية)
- كريستيان شتومبف على موقع قاعدة بيانات كرة القدم.إي يو (الإنجليزية)